# 加茂古墳
加茂古墳（かもこふん）は、福井県小浜市加茂にある古墳2基の総称。福井県指定史跡に指定されている。

## 概要
福井県南西部、小浜市北東部の加茂地区に鎮座する加茂神社の北側山麓に築造された古墳である。一帯では山麓・尾根上に20数基からなる加茂古墳群の分布が知られ、そのうち代表的な古墳である加茂北古墳・加茂南古墳の2基が合わせて「加茂古墳」と通称される。
北古墳（北緯35度29分21.71秒 東経135度49分46.52秒 / 北緯35.4893639度 東経135.8295889度座標: 北緯35度29分21.71秒 東経135度49分46.52秒 / 北緯35.4893639度 東経135.8295889度）・南古墳（北緯35度29分21.14秒 東経135度49分50.16秒 / 北緯35.4892056度 東経135.8306000度）の2基の墳丘はいずれも大きく破壊を受けているが、2段築成の円墳であったと見られ、葺石・埴輪は存在しなかったと推測される。埋葬施設はいずれも巨大な石室とし、特に北古墳の石室は若狭地方では最大規模になり「若狭の石舞台」とも称される。ただしいずれも盗掘に遭っているため副葬品は明らかでない。石室の様相などから、これらは古墳時代後期の6世紀後半-7世紀初頭頃の築造と推定される。
2基の古墳域は1959年（昭和34年）に福井県指定史跡に指定されている。

## 埋葬施設

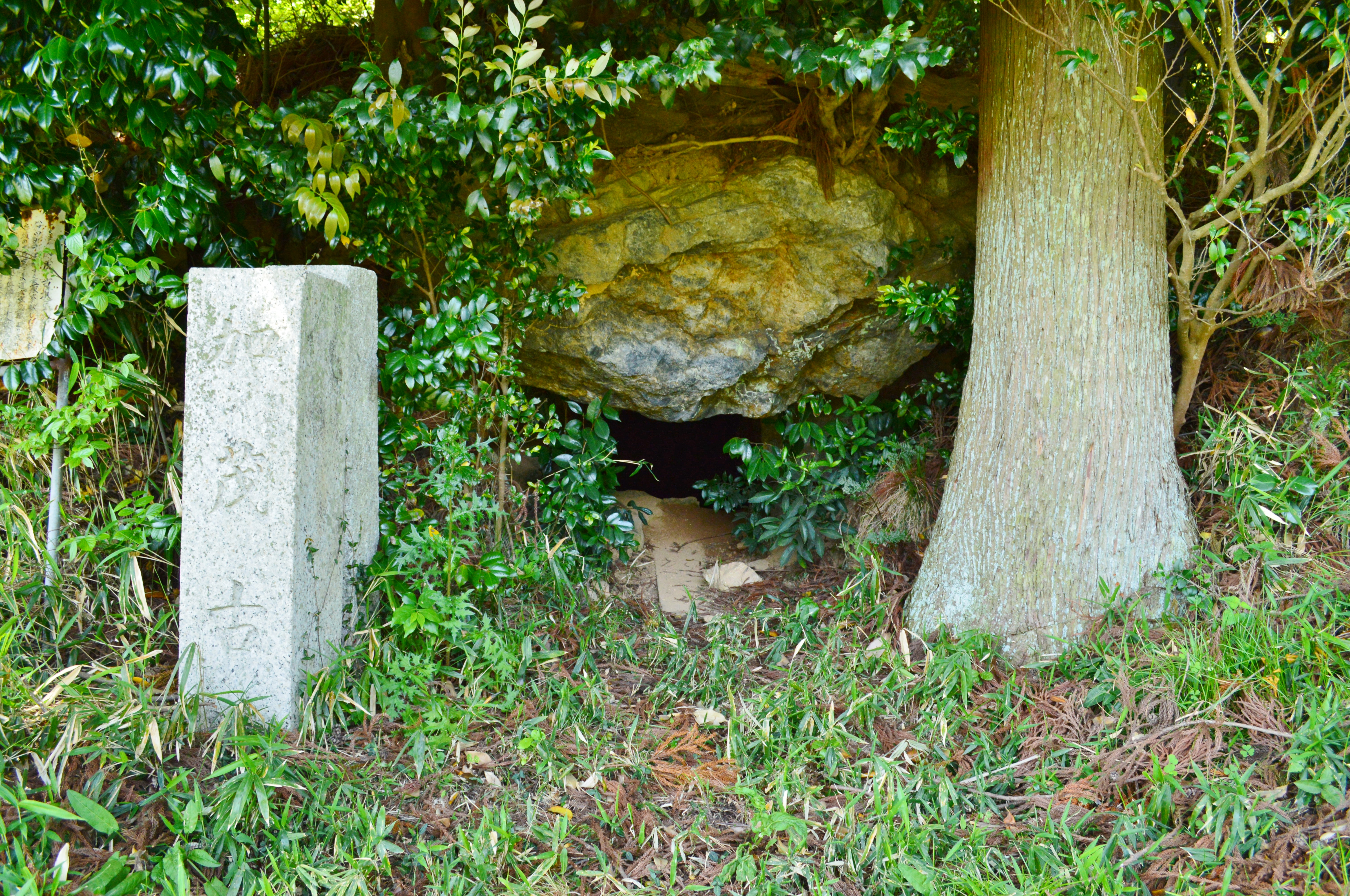
加茂南古墳 石室開口部

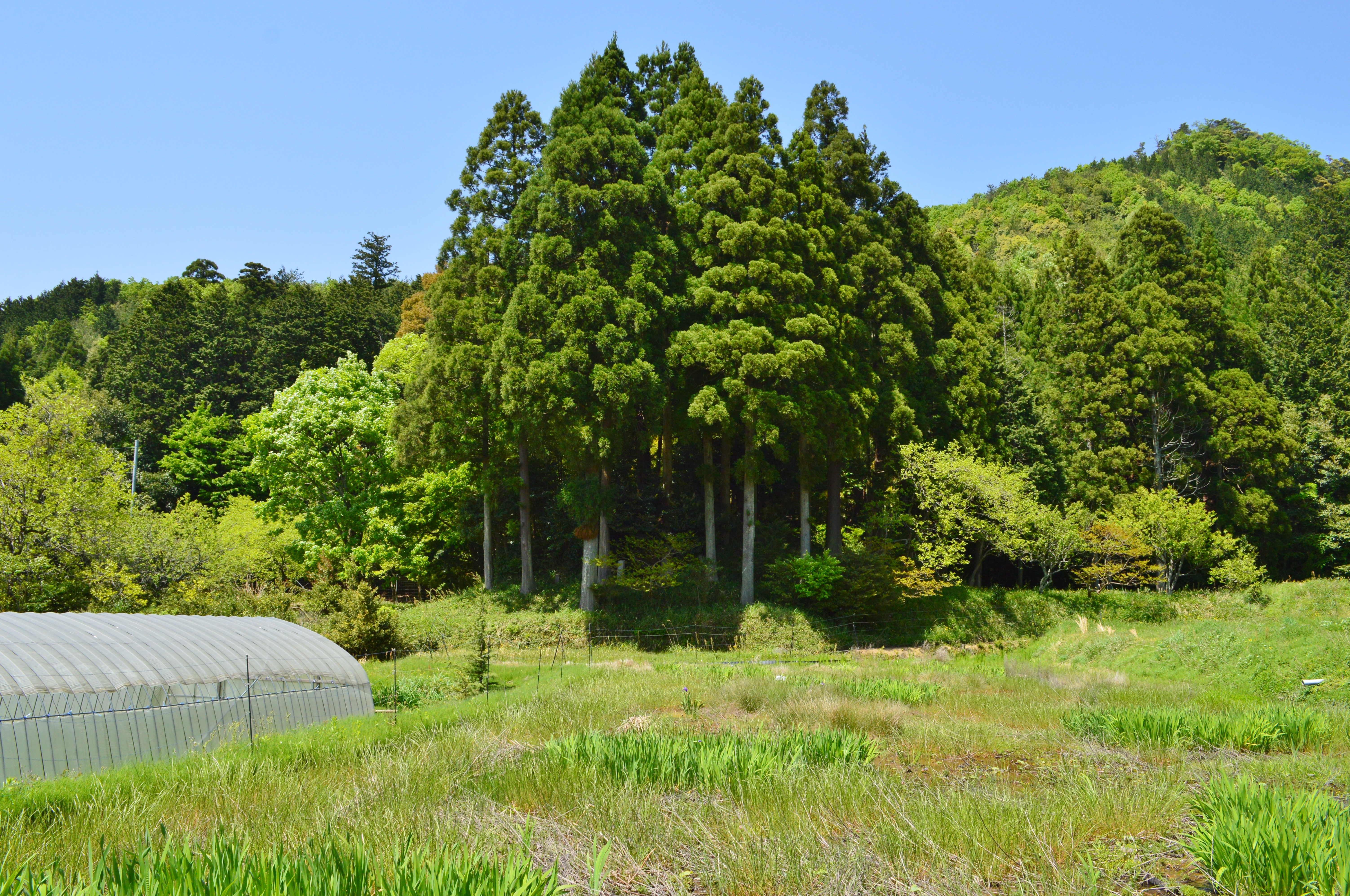
遠景
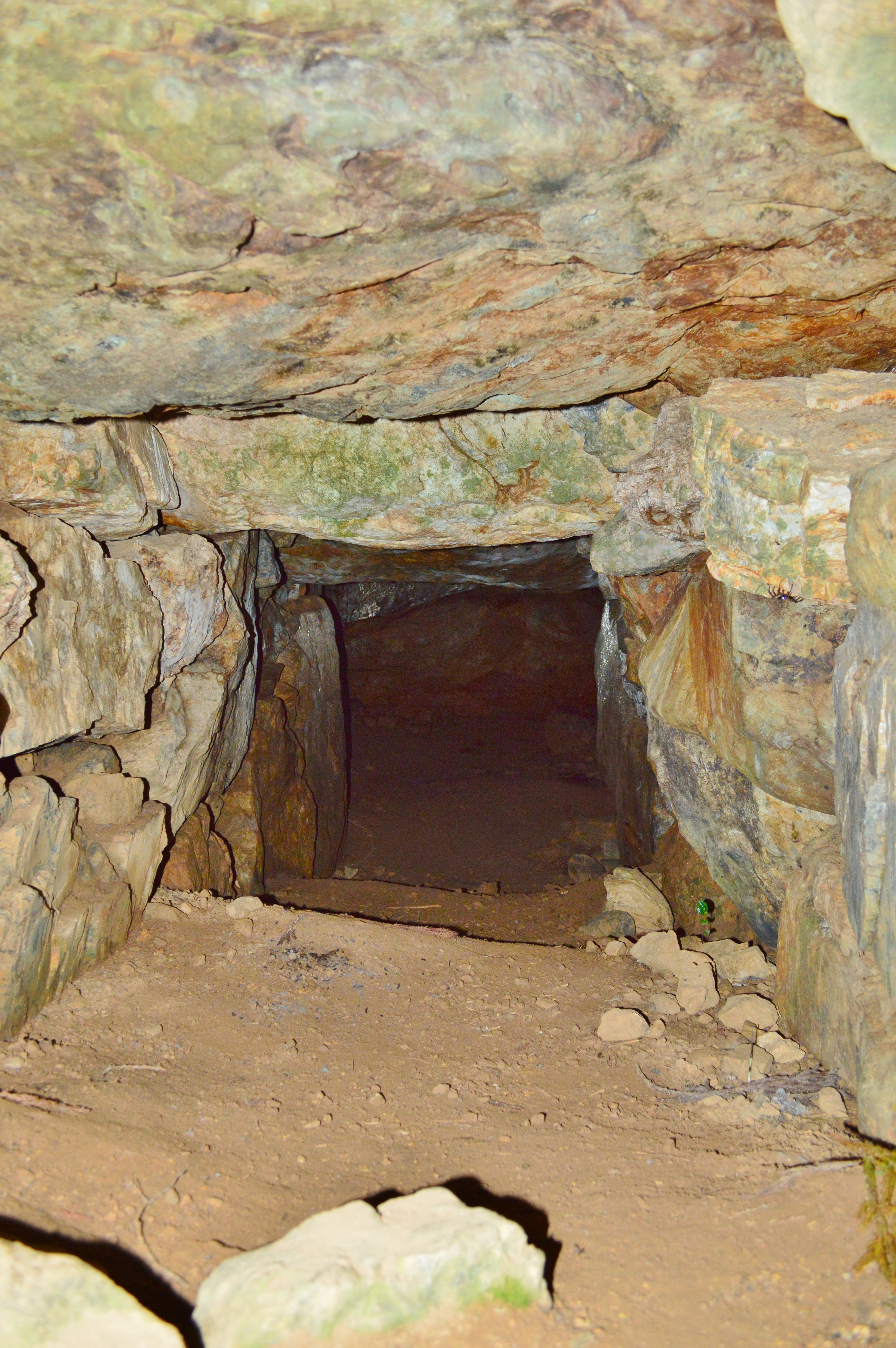
石室内部

北古墳・南古墳の埋葬施設はいずれも横穴式石室で、北古墳は両袖型で南方に開口し、南古墳は片袖型で南方に開口する。石室の規模は次の通り。

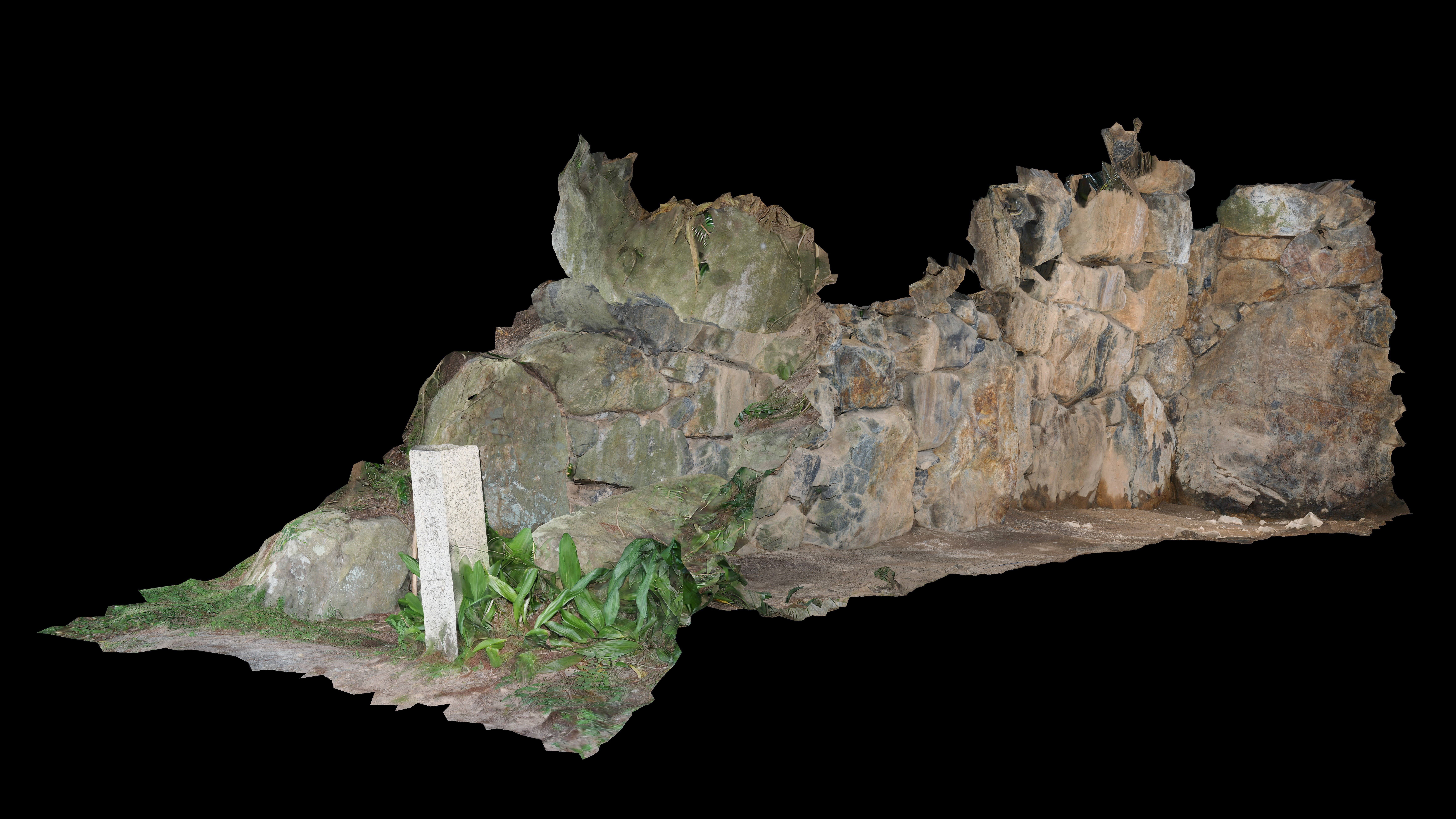
加茂北古墳 石室パース図

石室俯瞰図
石室展開図

北古墳
- 石室全長：13.7メートル
- 玄室
  - 長さ：4.7メートル
  - 幅：2.8メートル
  - 高さ：3.96メートル
- 羨道
  - 長さ：9メートル

- 石室俯瞰図
- 石室展開図

南古墳
- 石室全長：12.5メートル
- 玄室
  - 長さ：4.2メートル
  - 幅：3.1メートル
  - 高さ：3.76メートル
- 羨道
  - 長さ：8.28メートル

- 遠景
- 石室内部

## 文化財

### 福井県指定文化財
- 史跡
  - 加茂古墳 - 1959年（昭和34年）9月1日指定[3]。